# Mirsk
Mirsk [mjirsk], tyska: Friedeberg am Queis, är en stad i sydvästra Polen, tillhörande distriktet Powiat lwówecki i Nedre Schlesiens vojvodskap. Tätorten hade 4 032 invånare i juni 2014 och är centralort för en stads- och landskommun med totalt 8 826 invånare samma år.

## Geografi
Staden är belägen vid floden Kwisa nära foten av Jizerbergen och ligger 25 kilometer nordväst om den större staden Jelenia Góra. Avståndet till gränsövergången mot Tjeckien vid Czerniawa-Zdrój är omkring 10 kilometer.

## Kända invånare
- Johann Christoph Schwedler (1672–1730), luthersk teolog och psalmförfattare.
- Johann Gottlob Worbs (1760–1833), teolog och historiker.
- Helga Paetzold (1933–1990), textilkonstnär.
- Christian Weber (född 1946), socialdemokratisk politiker för SPD, talman för Bremens Borgerskap.